# Níkoloz Txkheïdze
Níkoloz Txkheïdze (en georgià ნიკოლოზ ჩხეიძე, en rus Николай Семëнович Чхеидзе, Nikolai Semiónovitx Txkheïdze), més conegut com a Karlo Txkheïdze (1864 – 13 de juny de 1926), fou un polític menxevic georgià que va ser un dels introductors del marxisme a Geòrgia a la dècada del 1890 i que tingué un paper important tant en la Revolució russa de 1917 com en l'establiment de la República Democràtica de Geòrgia de 1918.
Txkheïdze nasqué a Puti, vila d'Imerècia (Geòrgia), en una família aristocràtica. Amb el seu germà Kalenike Txkheïdze, fou el 1892 un dels fundadors del grup socialdemòcrata Mesame Dasi ("Tercer grup"). De 1907 a 1916, fou membre de la Duma Estatal russa pel Gubèrnia de Tbilisi i guanyà popularitat com a portaveu de la facció menxevic del Partit Obrer Socialdemòcrata Rus.
El 1917, l'any de la Revolució russa, Txkheïdze esdevé portaveu del soviet de Petrograd, però fracassà en l'intent d'evitar l'arribada al poder dels bolxevics. Tot i que refusà un càrrec en el Govern Provisional Rus, va donar suport a la seva política i advocà la idea d'una "oboróntxestvo revolucionària".
Quan l'octubre de 1917 els bolxevics assoliren el poder a Rússia, Txkheïdze era de vacances a Geòrgia. Es quedà allí i esdevingué líder de la República Democràtica Federal de Transcaucàsia el febrer de 1918 i el maig fou elegit president de l'Assemblea Constituent de la recent proclamada República Democràtica de Geòrgia. En fou representant en la Conferència de Versalles de 1919, i hi intentà en va obtenir el suport de la Entente per a la nova república.
Txkheïdze fou un dels autors de la primera constitució de la república el 1921, però, com altres, fou forçat a exiliar-se quan els bolxevics envaïren el país al març. Va escapar a França, on hi va viure fins que es va suïcidar el 13 de juny de 1926.